# خنيس بن أبي السائب
خنيس بن أبي السائب صحابي من بني جحجبا بن كُلفة من الأوس من الأنصار. شهد مع النبي محمد المشاهد من بعد بيعة الرضوان، ثم شهد فتح العراق، وكان من الفرسان.